# Gustave Hervé
Gustave Hervé (Brest, 2 de enero de 1871-París, 25 de octubre de 1944) fue un publicista y político francés.

## Biografía
Nació el 2 de enero de 1871 en Brest. Hervé, que en su juventud fue un socialista de posturas antimilitaristas, alcanzó cierta notoriedad en 1901, gracias a un artículo periodístico en el que sugería clavar una bandera tricolor francesa «en el estiércol». A partir de 1912 se desilusionó y experimentó una evolución ideológica que lo llevó a defender posturas nacionalistas y en última instancia a alabar el ascenso del fascismo de Mussolini. Cambió el nombre de su revista La Guerre Sociale a La Victoire, y, tras la Primera Guerra Mundial fundó el Parti Socialiste National (PSN), etiquetado por Zeev Sternhell como «nacional-socialista».
Falleció el 25 de octubre de 1944 en París.